# Rétinopathie
 Mise en garde médicale
La rétinopathie est un terme qui désigne toutes les affections qui touchent la rétine. Il est employé parfois par opposition au terme rétinite pour désigner celles qui ne sont pas de nature infectieuse.
Chez l'enfant prématuré, la rétinopathie fait suite à une exposition à un air trop riche en oxygène.

## Rétinopathie diabétique
Il s'agit d'une atteinte rétinienne survenant dans le cadre d'un diabète.

## Rétinopathie hypertensive
Il s'agit d'une atteinte rétinienne survenant dans le cadre d'une hypertension artérielle. Elle est rare et généralement asymptomatique. Avec l'évolution de la maladie, on peut observer une perte de la vision d'un œil (amaurose) ou des deux, voire une diplopie (vision double).

### Fond d'œil
Les anomalies détectées lors de la réalisation du fond d'œil permettent de classer la rétinopathie hypertensive en quatre stades (classification de Keith et Wagener, 1939) :
- stade 1 : rétrécissement artériel sévère et disséminé ;
- stade 2 : on retrouve les lésions présentes dans le stade 1 associés au signe de croisement ;
- stade 3 : on retrouve les lésions présentes dans le stade 2 associées à des hémorragies rétiniennes, des exsudats et des nodules cotonneux ;
- stade 4 : on retrouve les lésions du stade 3 associées à un œdème papillaire.

Classification de Kirkendall (1975), en trois stades :
- stade 1 : rétrécissements artériel diffus ;
- stade 2 : exsudat sec, nodules cotonneux, hémorragies + lésions stade 1 ;
- stade 3 : œdème papillaire, plus lésions des stades 1 et 2.

Ces lésions sont à différencier des lésions rétiniennes liées à l'artériosclérose.

## Rétinopathie pigmentaire
La rétinopathie pigmentaire (RP), aussi appelée dystrophie rétinienne, est une maladie génétique qui dans un cas sur deux est d'origine héréditaire. On distingue 3 principaux types de transmission : autosomique dominante, autosomique récessive et récessive liée l'X. Il y a actuellement 150 « erreurs de reproduction » dans la quarantaine de gènes qui sont soupçonnées d'entraîner la perte progressive de la vue. Cela est dû à la dégénérescence des photorécepteurs, en particulier des bâtonnets, d’où des problèmes de vision de nuit. Une évolution touchant aussi les cônes peut entraîner une cécité totale. 
La déformation de plusieurs gènes est constatée dans certains cas de RP et les recherches en cours ne peuvent pas attribuer plus d'importance à telle ou telle déformation génétique, sauf la RP liée à l'X où le gène est connu : RE(P) 65[réf. nécessaire]. 
L'un des éléments du diagnostic se fait par fond d’œil : on observe des taches sombres appelées scotomes.
L’évolution de cette maladie est lente et il n’existe pour l'instant pas de traitement. Des essais thérapeutiques, au stade clinique, explorent deux voies : la pose d'un implant rétinien, dit aussi « rétine artificielle » et la thérapie génique. Les implants, qui s'adressent à des personnes atteintes de cécité et sont expérimentés depuis 2013 en Europe et aux  États-Unis, ne permettent pas de retrouver la vue complètement, mais en cas de succès permettent après adaptation de distinguer des formes géométriques simples et de se repérer dans l'espace.

## Choriorétinopathie séreuse centrale
La choriorétinopathie séreuse centrale (CRSC) est une affection rétinienne entrainant des troubles de la vision, dont la lésion la plus caractéristique est le décollement séreux rétinien (DSR), une infiltration de liquide entre l'épithélium pigmentaire et les couches supérieures de la rétine

## Rétinopathie solaire aiguë
La rétinopathie solaire aiguë est une pathologie ophtalmologique liée à une exposition intense de l'œil au rayonnement ultraviolet (les UV-A).
Cette pathologie est aussi appelée « aveuglement d'éclipse » car elle se produit généralement lors des éclipses solaires.
En effet, à l'instant où la lune passe devant le soleil et provoque sa disparition partielle ou totale, le sujet a l'impression qu'il peut observer le phénomène en toute sécurité. Cependant, une partie du rayonnement du soleil, aussi infime qu'il soit, poursuit sa route.
Les pupilles étant considérablement dilatées, les UV-A pénètrent en grande quantité à travers l'iris et atteignent la partie centrale de la rétine : la macula. Il s'ensuit des brûlures au niveau des cônes (et leur destruction) ainsi qu’une perte de l'acuité visuelle.
Le patient constate alors l'apparition d'un scotome central (le champ visuel qui peut être perçu comme une tache).